# Белявский, Александр Иосифович
Александр Иосифович Белявский (латыш. Aleksandrs Beļavskis; белор. Аляксандр Іосіфавіч Бяляўскі; род. 17 января 1964, Видзы Витебской области или Витебск, Белорусская ССР) — советский и латвийский хоккеист (правый нападающий), латвийский хоккейный тренер. Мастер спорта СССР.
В сезонах 1981/82 — 1990/91 выступал в высшей лиге СССР за рижское «Динамо»; серебряный призёр чемпионата СССР (1987/88), участник клубных суперсерий. Включён в список 34-х лучших хоккеистов сезона в СССР (1989). В первой половине 80-х, наряду с «Динамо», выступал за команду второй лиги «Латвияс берзс».
В сезонах 1991/92 — 2002/03 (кроме сезона 1994/95) выступал за «Бьёрклёвен» — три сезона проведя в высшем дивизионе Швеции, остальные — во втором по значимости. В сезоне 1994/95 выступал за команду «Вестра Фрёлунда» (высший дивизион Швеции, затем переходный турнир). 9-й номер, под которым выступал Белявский, выведен клубом «Бьёрклёвен» из обращения.
Выступал за вторую сборную СССР; в её составе обладатель приза «Ленинградской правды» (1986, 1989). После распада СССР — многолетний игрок сборной Латвии, участник Олимпийских игр (2002) и шести чемпионатов мира в высшем дивизионе (1997—2002), а также трёх первенств мира во втором по значимости дивизионе — группе B (1994—1996), победитель группы B (1996), лучший снайпер группы B (1995 — 9 шайб).
В 2004 году — тренер — ассистент Курта Линдстрёма в сборной Латвии. С 2004 года на тренерской работе в Швеции, работал с молодёжной командой клуба «Бьёрклёвен» (2004—2005), командами второго по значимости дивизиона (Allsvenskan) «Бьёрклёвен» (2005—2007) и «Нючёпинг» (2007—2008), с молодёжной командой клуба МОДО (2008—2010). С июля по октябрь 2010 года — главный тренер пермского клуба «Молот-Прикамье» (ВХЛ); после отставки вернулся в Швецию, где затем возглавлял команду «Веннес», в то время выступавшую в 4-м по значимости дивизионе. В 2012—2014 годах — главный тренер белорусской команды Молодёжной хоккейной лиги «Динамо-Шинник».
В 2014—2015 годах — главный тренер сборной Латвии. В 2015—2016 годах — главный тренер молодёжной сборной Белоруссии
По данным БелТА, окончил Высшие тренерские курсы Шведского хоккейного союза и тренерский факультет Университета Умео.
Женат, имеет двух дочерей.